# Douzat
Douzat est une commune du Sud-Ouest de la France, située dans le département de la Charente (région Nouvelle-Aquitaine).
Ses habitants sont les Douzatois et les Douzatoises.

## Géographie

### Localisation et accès
Douzat est une commune située à 4,5 km au nord d'Hiersac, chef-lieu de son canton, et 14 km au nord-ouest d'Angoulême.
Elle est aussi à 9 km de Rouillac, 12 km de Montignac, 13 km de Châteauneuf et 14 km de Jarnac et 26 km de Cognac.
La D 14, route d'Hiersac à Rouillac, traverse la partie ouest de la commune et passe à 2 km du bourg. Celui-ci est desservi par la D 119 en direction d'Angoulême par la Vigerie (N 141) ou la D 115 par Tonne (D.939). La D 385 traverse aussi le bourg, parallèlement à la D 14.
La commune est traversée par le méridien de Greenwich, qui passe 60 m à l'ouest de l'église.

### Hameaux et lieux-dits
La commune compte quelques hameaux comme l'Hôpiteau au sud du bourg, les Bois Châtains et chez Bouet au sud.

### Communes limitrophes
| Échallat  | Saint-Amant-de-Nouère |                     |
| Mérignac  | Douzat                | Asnières-sur-Nouère |
| Moulidars | Hiersac               |                     |

### Géologie et relief
La commune occupe un plateau calcaire datant du Jurassique supérieur (Portlandien).
Le vallon passant au bourg est occupée par des alluvions du Quaternaire. On trouve aussi très localement, sur son flanc ouest et au sud de la commune, quelques petites zones de grèzes,,.
Deux vallées traversent la commune du nord au sud. Celle du bourg de Douzat à l'est et la Combe des Dames à l'ouest qui est une vallée sèche. Ces deux vallées se rejoignent au sud de la commune.
Le point culminant de la commune est à une altitude de 115 m, situé à l'extrémité nord-est (borne IGN) ; mais plusieurs autres sommets dans la commune culminent à plus de 100 m. Le point le plus bas est à 52 m, situé sur la limite sud (pont de la D 96). Le bourg est environ à 75 m d'altitude.

### Hydrographie

#### Réseau hydrographique

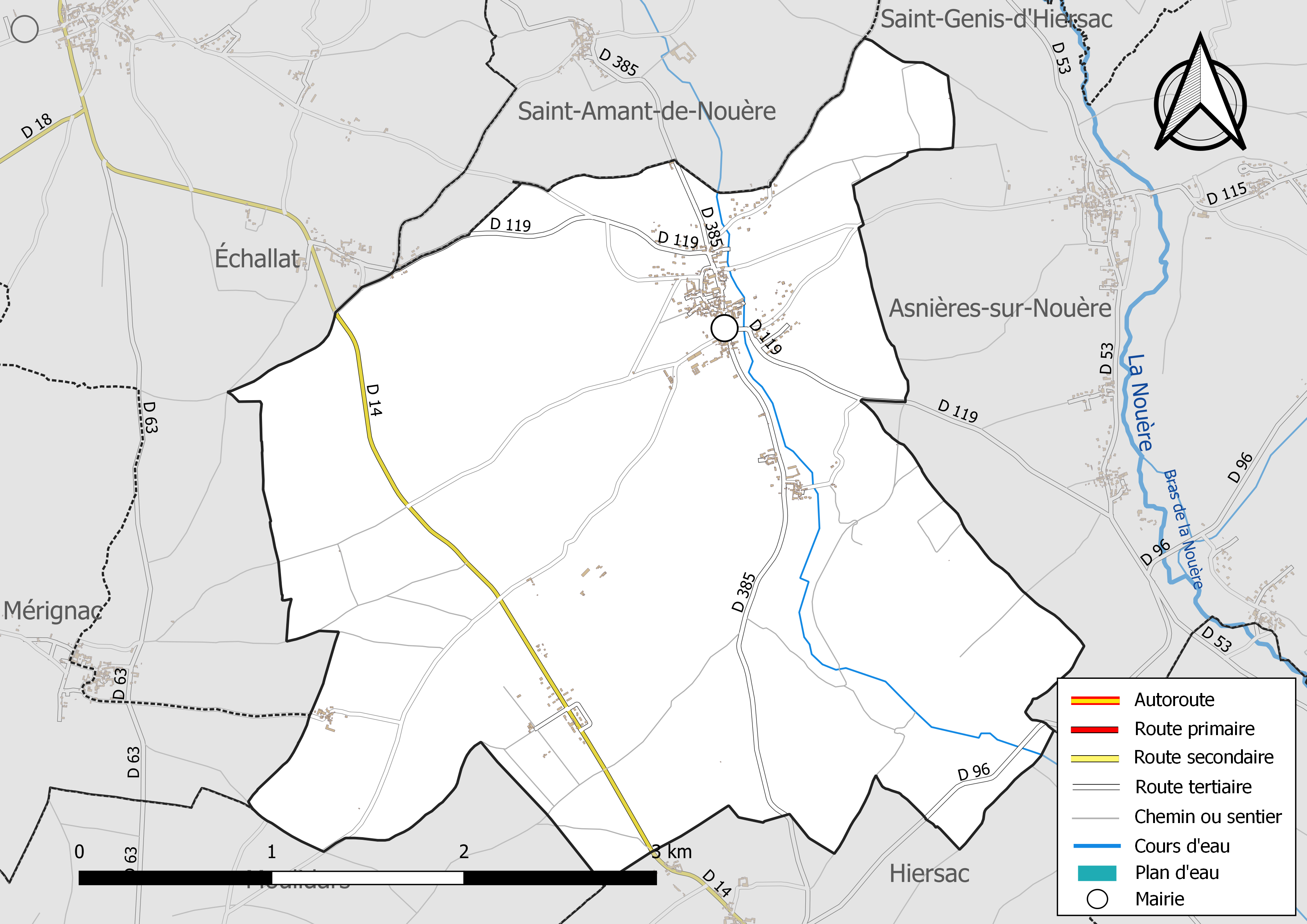
Réseaux hydrographique et routier de Douzat.

La commune est située dans le bassin versant de la Charente au sein  du Bassin Adour-Garonne. Elle est drainée par des petits cours d'eau, qui constituent un réseau hydrographique de 4 km de longueur totale,.
La commune est traversée par un ruisseau temporaire, qui passe au bourg et qui devient permanent au sud de la commune. C'est un affluent de la Nouère, elle-même affluent de la Charente en rive droite. Ce ruisseau passe au nord au château de Fontguyon (commune de Saint-Amant-de-Nouère) et conflue au sud dans la Nouère à la Vigerie (commune de Saint-Saturnin).

#### Gestion des eaux
Le territoire communal est couvert par le schéma d'aménagement et de gestion des eaux (SAGE) « Charente ». Ce document de planification, dont le territoire correspond au bassin de la Charente, d'une superficie de 9 300 km2, a été approuvé le 19 novembre 2019. La structure porteuse de l'élaboration et de la mise en œuvre est l'établissement public territorial de bassin Charente. Il définit sur son territoire les objectifs généraux d’utilisation, de mise en valeur et de protection quantitative et qualitative des ressources en eau superficielle et souterraine, en respect des objectifs de qualité définis dans le troisième SDAGE  du Bassin Adour-Garonne qui couvre la période 2022-2027, approuvé le 10 mars 2022.

### Climat
Comme dans les trois quarts sud et ouest du département, le climat est océanique aquitain.

## Urbanisme

### Typologie
Au 1er janvier 2024, Douzat est catégorisée commune rurale à habitat dispersé, selon la nouvelle grille communale de densité à 7 niveaux définie par l'Insee en 2022.
Elle est située hors unité urbaine. Par ailleurs la commune fait partie de l'aire d'attraction d'Angoulême, dont elle est une commune de la couronne,. Cette aire, qui regroupe 94 communes, est catégorisée dans les aires de 50 000 à moins de 200 000 habitants,.

### Occupation des sols
L'occupation des sols de la commune, telle qu'elle ressort de la base de données européenne d’occupation biophysique des sols Corine Land Cover (CLC), est marquée par l'importance des territoires agricoles (76,1 % en 2018), une proportion sensiblement équivalente à celle de 1990 (76,4 %). La répartition détaillée en 2018 est la suivante : 
terres arables (40,9 %), cultures permanentes (23,7 %), forêts (21,3 %), zones agricoles hétérogènes (11,5 %), zones urbanisées (2,6 %), prairies (0,1 %). L'évolution de l’occupation des sols de la commune et de ses infrastructures peut être observée sur les différentes représentations cartographiques du territoire : la carte de Cassini (XVIIIe siècle), la carte d'état-major (1820-1866) et les cartes ou photos aériennes de l'IGN pour la période actuelle (1950 à aujourd'hui).

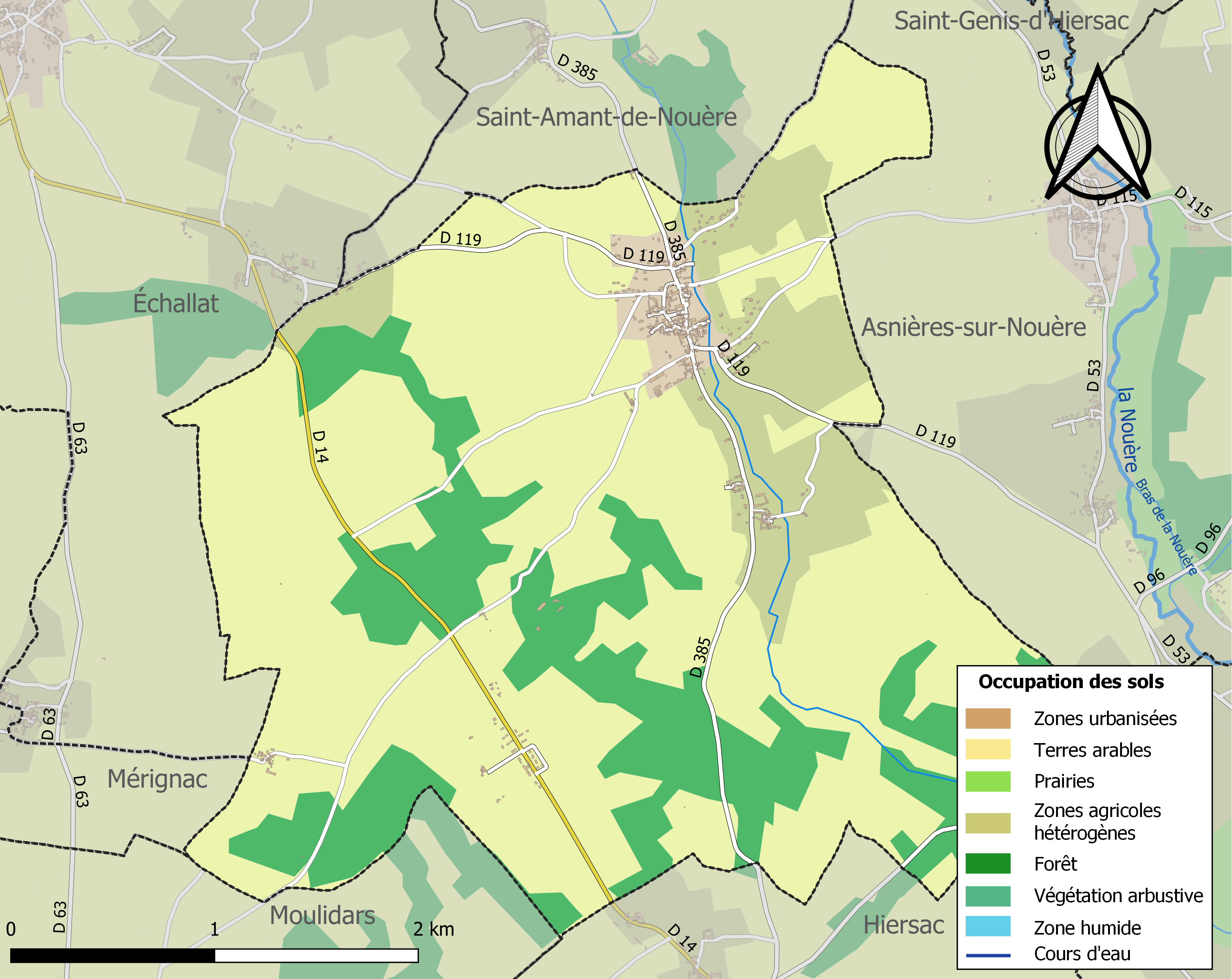
Carte des infrastructures et de l'occupation des sols de la commune en 2018 (CLC).

### Risques majeurs
Le territoire de la commune de Douzat est vulnérable à différents aléas naturels : météorologiques (tempête, orage, neige, grand froid, canicule ou sécheresse) et séisme (sismicité modérée). Un site publié par le BRGM permet d'évaluer simplement et rapidement les risques d'un bien localisé soit par son adresse soit par le numéro de sa parcelle.

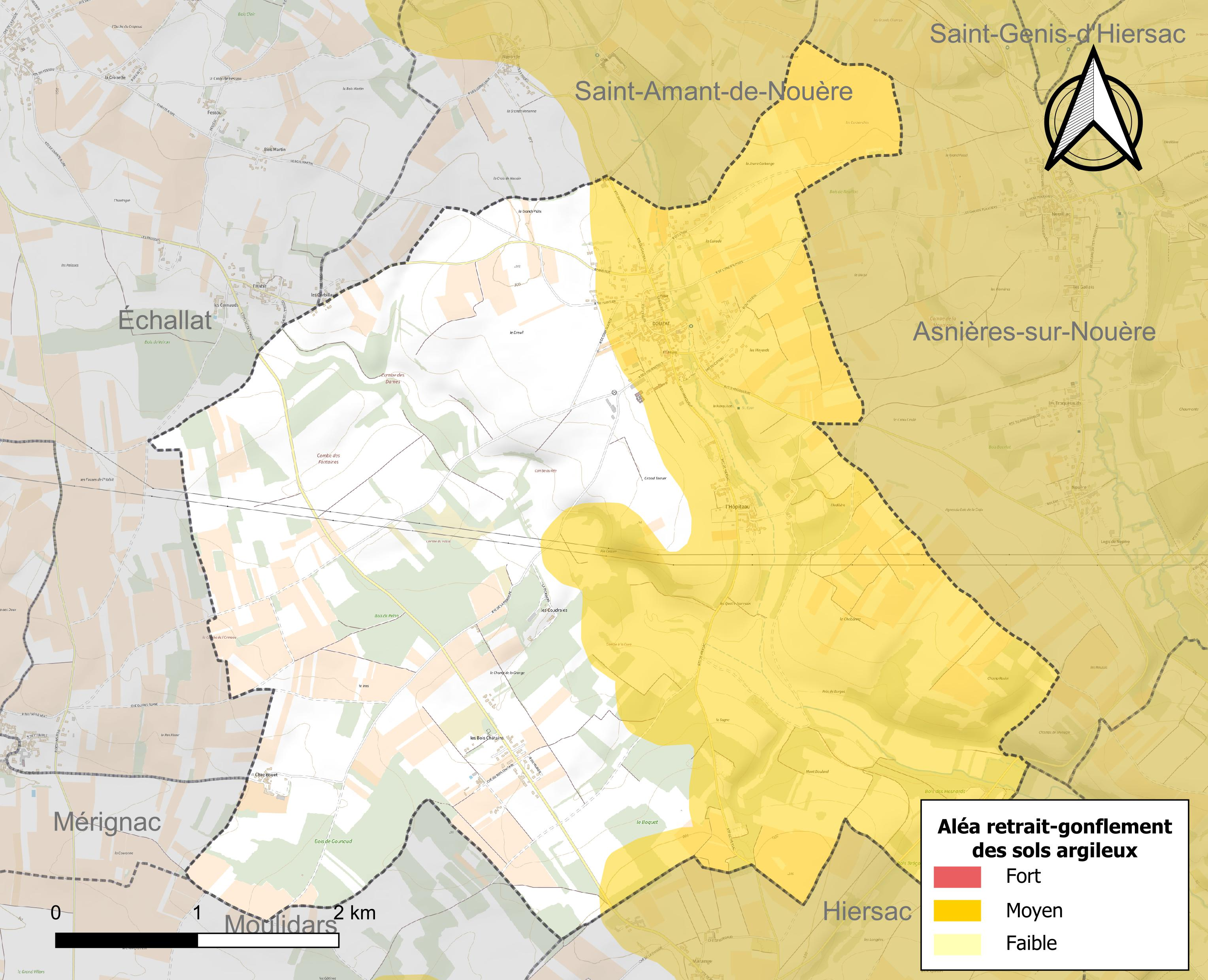
Carte des zones d'aléa retrait-gonflement des sols argileux de Douzat.

Le retrait-gonflement des sols argileux est susceptible d'engendrer des dommages importants aux bâtiments en cas d’alternance de périodes de sécheresse et de pluie. 46,1 % de la superficie communale est en aléa moyen ou fort (67,4 % au niveau départemental et 48,5 % au niveau national). Sur les 227 bâtiments dénombrés sur la commune en 2019, 175 sont en aléa moyen ou fort, soit 77 %, à comparer aux 81 % au niveau départemental et 54 % au niveau national. Une cartographie de l'exposition du territoire national au retrait gonflement des sols argileux est disponible sur le site du BRGM,.
Par ailleurs, afin de mieux appréhender le risque d’affaissement de terrain, l'inventaire national des cavités souterraines permet de localiser celles situées sur la commune.
La commune a été reconnue en état de catastrophe naturelle au titre des dommages causés par les inondations et coulées de boue survenues en 1982 et 1999. Concernant les mouvements de terrains, la commune a été reconnue en état de catastrophe naturelle au titre des dommages causés par des mouvements de terrain en 1999.

## Toponymie
Les formes anciennes sont Dozac en 1110, villa Doziaco au IXe siècle, Dozac et Dozzac au XIIIe siècle.
L'origine du nom de Douzat remonterait à un personnage gallo-romain Doccius ou Dotius auquel est apposé le suffixe -acum, ce qui correspondrait à Docciacum, « domaine de Doccius »,,.
La commune de Douzat a été créée à partir de la paroisse Douzac en 1793, puis a été nommée Douzat en 1801.

## Histoire
Quelques vestiges antiques ont été retrouvés sur la commune. En 1801, lors du creusement d'une carrière de sable près du bourg, un petit sarcophage en pierre avec son couvercle ont été mis au jour, contenant une fiole en verre très allongée contenant un liquide rougeâtre, et une figurine en terre cuite représentant le dieu Mercure avec le caducée à ses pieds.
Près du village de la Forêt, ont été retrouvés au XIXe siècle des vestiges de constructions antiques, peut-être une villa,.
Avant le IXe siècle, le Fossé au Comte était un retranchement construit par les comtes d'Angoulême pour tenter de se protéger contre les invasions vikings. Ce fossé long de 20 km reliait la Charente en amont d'Angoulême à la Charente en aval, et allait du nord-est au sud-ouest de Montignac à Vibrac,,,.
Il passait dans la commune et quelques chemins et toponymes l'évoquent encore.
La commune de Douzat comprenait aussi des restes importants de la forêt de Marange, qui séparait autrefois la Saintonge de l'Angoumois. Cette forêt, déjà bien réduite en 1760 du fait de son défrichement, appartenait au roi.
Sous l'Ancien Régime, les Desroches étaient les seigneurs de la paroisse de Douzat, et l'on retrouve leur écusson sculpté au-dessus d'une fenêtre du XVe siècle. Il n'y a pas d'autre trace de l'ancien château.
Les registres de l'état civil remontent à 1636.
Au début du XXe siècle, Douzat est encore la commune la plus boisée de son canton.

## Administration

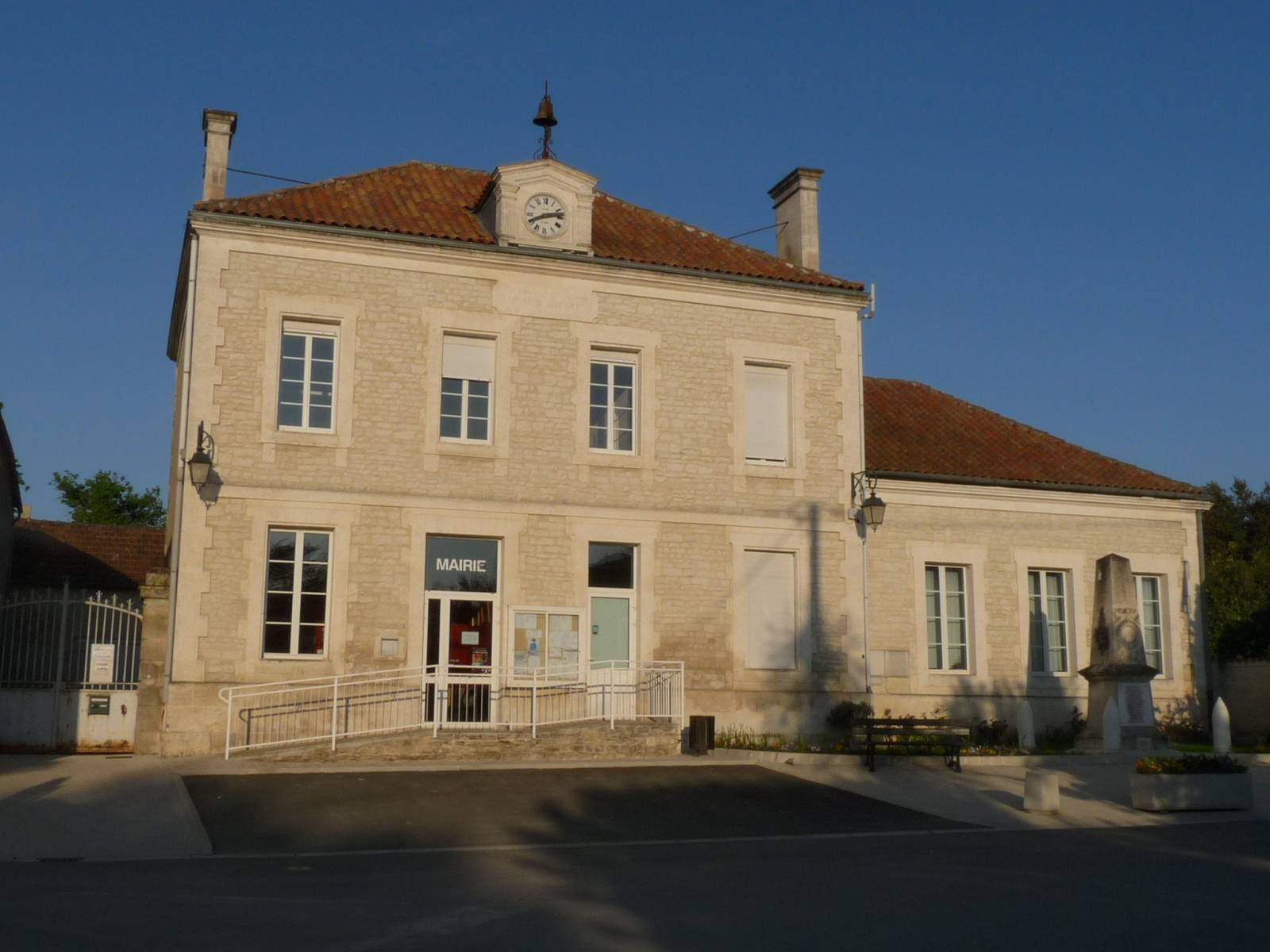
La mairie.

La commune a été créée Douzac en 1793 et elle est devenue Douzat en 1801.
| Période                                  | Période  | Identité       | Étiquette | Qualité              |
| ---------------------------------------- | -------- | -------------- | --------- | -------------------- |
| 1983                                     | 2014     | Gérard Maduel  | SE        | Agriculteur retraité |
| 2014                                     | En cours | Pascal Burbaud |           |                      |
| Les données manquantes sont à compléter. |          |                |           |                      |

### Fiscalité
La fiscalité est d'un taux de 18,42 % sur le bâti, 43,30 % sur le non bâti, et 8,88 % pour la taxe d'habitation (chiffres 2007).
La communauté de communes de Rouillac prélève 10,80 % de taxe professionnelle.

## Démographie

### Évolution démographique
L'évolution du nombre d'habitants est connue à travers les recensements de la population effectués dans la commune depuis 1793. Pour les communes de moins de 10 000 habitants, une enquête de recensement portant sur toute la population est réalisée tous les cinq ans, les populations de référence des années intermédiaires étant quant à elles estimées par interpolation ou extrapolation. Pour la commune, le premier recensement exhaustif entrant dans le cadre du nouveau dispositif a été réalisé en 2004.

En 2022, la commune comptait 432 habitants, en évolution de −10,56 % par rapport à 2016 (Charente : −0,48 %, France hors Mayotte : +2,11 %).
| 1793 | 1800 | 1806 | 1821 | 1831 | 1841 | 1846 | 1851 | 1856 |
| ---- | ---- | ---- | ---- | ---- | ---- | ---- | ---- | ---- |
| 445  | 433  | 463  | 471  | 489  | 542  | 536  | 537  | 540  |

| 1861 | 1866 | 1872 | 1876 | 1881 | 1886 | 1891 | 1896 | 1901 |
| ---- | ---- | ---- | ---- | ---- | ---- | ---- | ---- | ---- |
| 558  | 553  | 519  | 495  | 478  | 408  | 413  | 406  | 402  |

| 1906 | 1911 | 1921 | 1926 | 1931 | 1936 | 1946 | 1954 | 1962 |
| ---- | ---- | ---- | ---- | ---- | ---- | ---- | ---- | ---- |
| 371  | 380  | 366  | 347  | 334  | 316  | 297  | 323  | 303  |

| 1968 | 1975 | 1982 | 1990 | 1999 | 2004 | 2006 | 2009 | 2014 |
| ---- | ---- | ---- | ---- | ---- | ---- | ---- | ---- | ---- |
| 322  | 303  | 332  | 367  | 344  | 323  | 321  | 418  | 469  |

| 2019 | 2022 | - | - | - | - | - | - | - |
| ---- | ---- | - | - | - | - | - | - | - |
| 440  | 432  | - | - | - | - | - | - | - |

### Pyramide des âges
En 2018, le taux de personnes d'un âge inférieur à 30 ans s'élève à 31,3 %, soit au-dessus de la moyenne départementale (30,2 %). À l'inverse, le taux de personnes d'âge supérieur à 60 ans est de 30 % la même année, alors qu'il est de 32,3 % au niveau départemental.
En 2018, la commune comptait 233 hommes pour 221 femmes, soit un taux de 51,32 % d'hommes, largement supérieur au taux départemental (48,41 %).
Les pyramides des âges de la commune et du département s'établissent comme suit.
| Hommes | Classe d’âge | Femmes |
| ------ | ------------ | ------ |
| 0,9    | 90 ou +      | 0,0    |
| 8,4    | 75-89 ans    | 7,0    |
| 20,8   | 60-74 ans    | 22,9   |
| 22,1   | 45-59 ans    | 18,7   |
| 17,7   | 30-44 ans    | 18,7   |
| 15,0   | 15-29 ans    | 14,0   |
| 15,0   | 0-14 ans     | 18,7   |

| Hommes | Classe d’âge | Femmes |
| ------ | ------------ | ------ |
| 1      | 90 ou +      | 2,7    |
| 9,2    | 75-89 ans    | 12     |
| 20,6   | 60-74 ans    | 21,3   |
| 20,7   | 45-59 ans    | 20,3   |
| 16,8   | 30-44 ans    | 16     |
| 15,6   | 15-29 ans    | 13,4   |
| 16,1   | 0-14 ans     | 14,3   |

## Économie

### Agriculture
La viticulture occupe une partie de l'activité agricole. La commune est classée dans les Fins Bois, dans la zone d'appellation d'origine contrôlée du cognac.

## Équipements, services et vie locale

### Enseignement
L'école est un RPI entre Vaux-Rouillac, Douzat et Échallat. Vaux-Rouillac et Douzat accueillent l'école élémentaire et Échallat l'école primaire. Le secteur du collège est Rouillac.

## Lieux et monuments
Douzat possède un important patrimoine bâti rural organisé en ruelles étroites qui montent jusqu'à l'église. Ses portails charentais sont de grand intérêt.
L'église paroissiale Notre-Dame possède sur son tympan une sculpture de saint Pierre datant de 1140 tenant les clefs et le Livre saint, et s'inscrivant dans la lignée de celles de la cathédrale d'Angoulême. Elle est inscrite monument historique à titre objet depuis 2004. Une statuette ancienne de la Vierge surmonte aussi saint Pierre. L'église renferme aussi une statue en bois de Vierge à l'enfant datant du XVIIe siècle ; elle est aussi inscrite monument historique à titre objet depuis 1995.

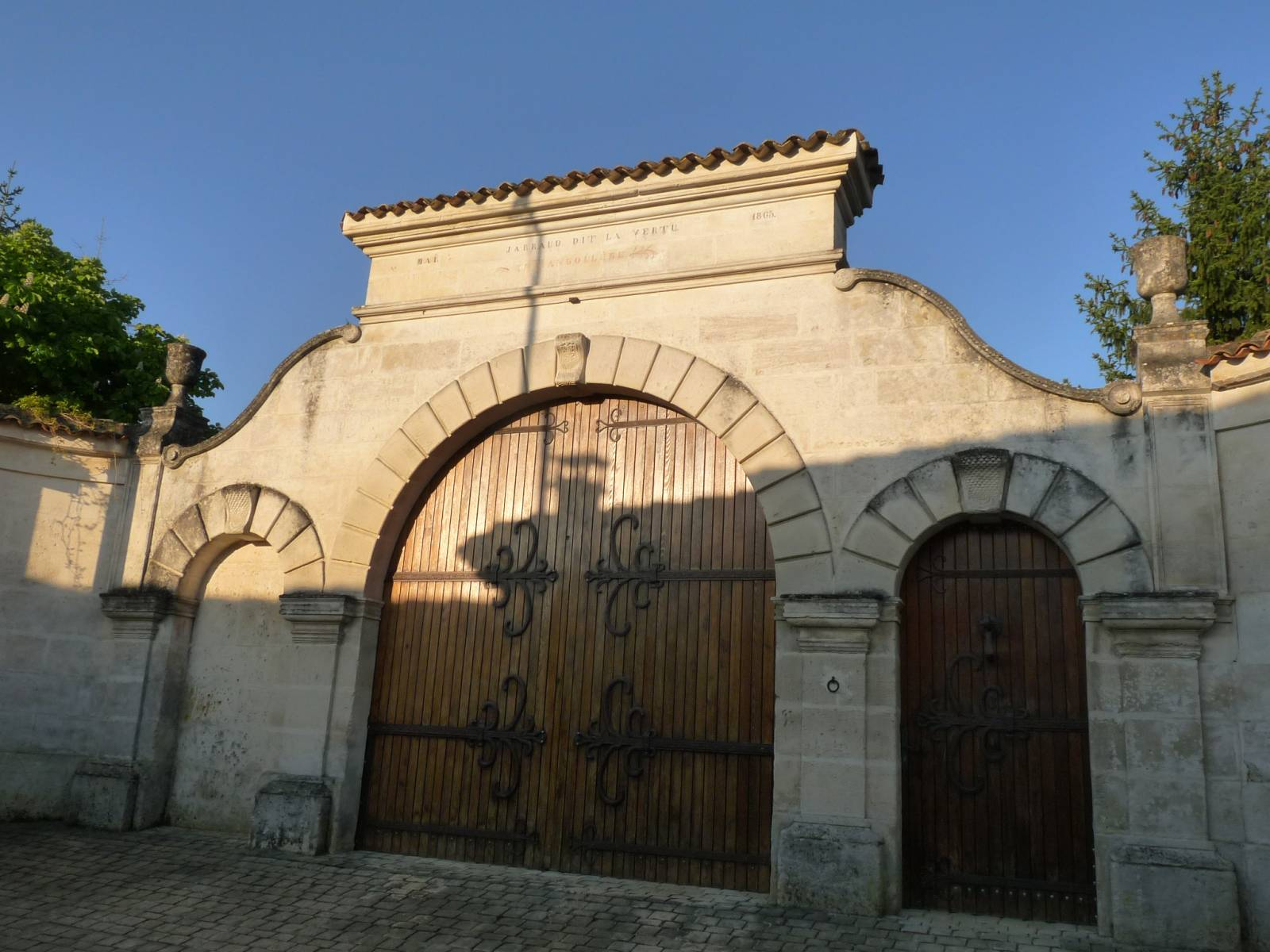
Portail dans le bourg.
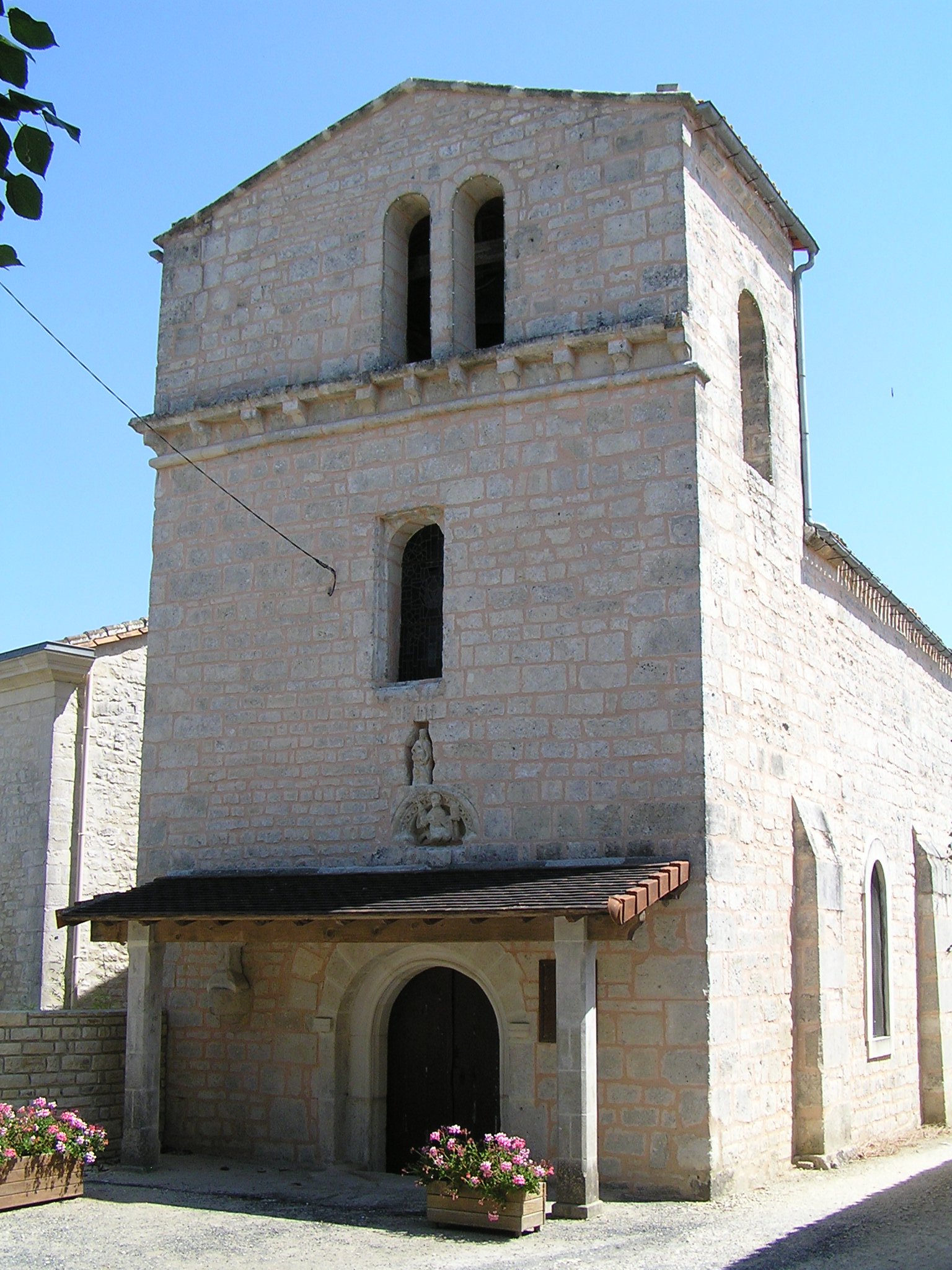
L'église.
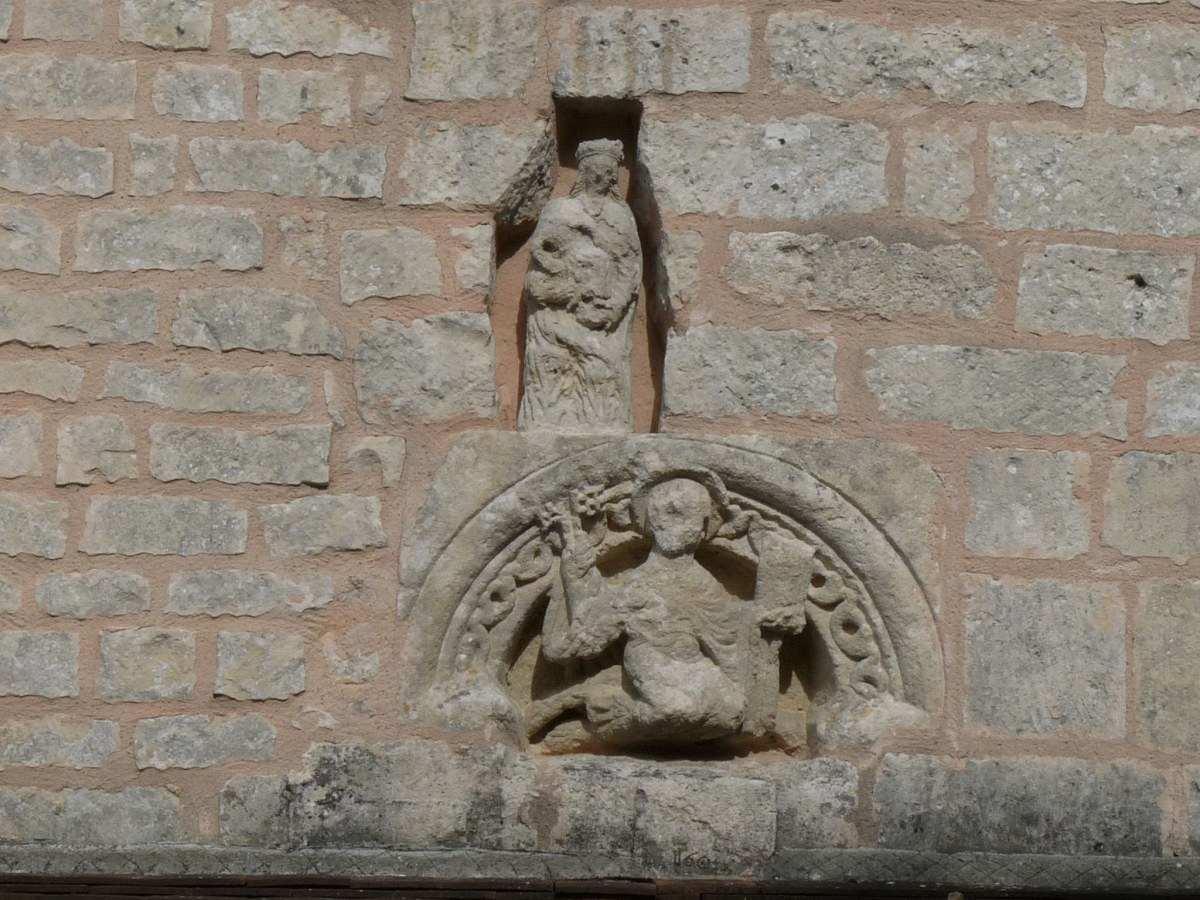
Tympan de l'église : saint Pierre et Notre-Dame.